# 川之江太鼓祭り
川之江太鼓祭り（かわのえたいこまつり）は、毎年10月13日から15日に愛媛県四国中央市の旧川之江市域で行われる秋祭りである。

## 概要
川之江太鼓祭りは、川之江八幡神社に奉納される秋祭りで、近隣地域の祭りと同様に金糸の刺繍で飾られた太鼓台（たいこだい）と呼ばれる山車で町中を練り歩く。
川之江地域の太鼓台の特徴は、基本的に隣県の香川県にみられるちょうさと呼ばれる太鼓台とほぼ同じ様式だが ちょうさと違い、トンボと呼ばれる括りが黒色で、房の色は白である。
幅3 - 5m、高さ4 - 5m、舁き棒の長さ8 - 11m、重量2.5 - 3tで、地区や地域によってそれぞれ大きさに違いがある。
移動中はおもに太鼓に合わせてハリワリという祭り歌を歌い、曳きながら練り歩く。
また夜になるとちょうさと同様の提灯を太鼓台の前後に連ねて運行する。